# Durruti en la revolución española
Durruti en la revolución española es una biografía del anarcosindicalista Buenaventura Durruti, escrita por Abel Paz. La primera edición en castellano (el idioma original en que la obra fue escrita) se publicó en 1978 bajo el título de Durruti: el proletariado en armas, aunque anteriormente ya habían sido publicadas diversas traducciones, la primera de ellas al francés en 1972. Fue traducida a catorce idiomas.
El libro se divide en cuatro partes que analizan cada uno de los períodos en que Abel Paz divide la vida de Durruti:
- Primera parte: El rebelde (1896-1931)
- Segunda parte: El militante (1931-1936)
- Tercera parte: El revolucionario (19 de julio a 20 de noviembre de 1936)
- Cuarta parte (epílogo): Las muertes de Durruti